# Diplozoon paradoxum
Diplozoon paradoxum – gatunek przywry monogenicznej (Monogenea), pasożyt ryb słodkowodnych. Typowy pasożyt monogamiczny. Dwa osobniki D. paradoxum zrastają się ze sobą na całe życie.
BudowaDiplozoon jest przykładem dbałości pasożytniczych płazińców o stały kontakt z partnerem – dorosłe, obojnacze osobniki pasożytują parami zrastając się ciałami w kształt krzyża. Diplozoon wykazuje dwuboczną symetrię ciała, przy otworze gębowym występują haczyki, którymi zwierzę przytwierdza się do rybich skrzeli. Długość ciała do 11 mm.
WystępowanieWody słodkie Azji i Europy. Gatunek zaliczony do fauny Polski.
Tryb życiaDiplozoon jest monoksenicznym pasożytem ryb z rodziny karpiowatych. Dorosłe formy bytują w skrzelach tych ryb w postaci dwóch zrośniętych osobników, wysysając krew żywiciela.
Cykl rozwojowyJaja są składane do skrzeli, następnie rozwijają się z nich larwy, tzw. diporpy. Larwa nie przekształca się do postaci dorosłej do czasu napotkania drugiej larwy. Po osadzeniu się na skrzelach larwy zrastają się parami i zaczynają przeobrażać w postać dorosłą. Już u zrośniętych osobników wykształcają się gonady.